# Perry Mason
Perry Mason – fikcyjna postać prawnika i detektywa, którą stworzył pisarz Erle Stanley Gardner.

## Cechy postaci
Perry Mason jest adwokatem z Los Angeles. Cechuje go przenikliwa inteligencja, zawsze prowadzi śledztwo z niezwykłą starannością, jest też znakomitym prawnikiem umiejącym wykorzystywać wszelkie prawne triki. Udaje mu się rozwiązać nawet najbardziej skomplikowane zagadki kryminalne. Specjalizuje się w obronach w sprawach o zabójstwo i szczyci się tym, że nigdy żaden jego klient nie został skazany za tzw. morderstwo pierwszego stopnia (z premedytacją); stwierdzenie to pada w wielu książkach. Jest mężczyzną, wysokim, przystojnym i mocno zbudowanym. Nie używa broni palnej i jej nie posiada. Za swoje usługi pobiera wysokie, nieraz kilkutysięczne honoraria (akcja książek rozgrywa się w okresie od lat 30. do 50. XX w., zatem są to znaczne kwoty), ale potrafi też bronić honorowo, gdy uważa, że trzeba pomóc niewinnie oskarżonej osobie. Jego klientkami bardzo często są oskarżone niesłusznie o zabójstwa kobiety.
Mason i jego sekretarka Della Street po zakończeniu każdej sprawy nanoszą na odkładane do archiwum kancelarii teczki z dokumentami umowne tytuły, a tytuły te, wszystkie zaczynające się od słowa Sprawa... (The Case of...) są tytułami książek Gardnera. Ten sposób tytułowania początkowo nie był dokładnie tłumaczony na język polski, prawidłowy przekład zastosowało dopiero Wydawnictwo Dolnośląskie, wydając długą serię książek o Masonie.
Perry Mason stanowi alter ego autora, gdyż Erle Stanley Gardner sam był czynnym adwokatem, a Della Street jako postać odpowiada sekretarce Gardnera, którą autor poślubił po latach wspólnej pracy.

## Postacie towarzyszące
- Della Street – zaufana sekretarka Masona i jego osobista przyjaciółka, z którą Mason od lat romansuje,
- Paul Drake – prywatny detektyw, przyjaciel i współpracownik Masona, ma biuro w tym samym budynku,
- Gertrude "Gertie" Lade – telefonistka Masona,
- Ken Malansky – prywatny detektyw, przyjaciel i współpracownik Masona (postać tylko z filmów)
- Hamilton Burger – prokurator okręgowy występujący w powieściach, nadmiernie pewny siebie i niesympatyczny,
- Porucznik Arthur Tragg – oficer z Wydziału Zabójstw, nieufny, ale rzetelny,
- Sierżant Holcomb – policjant z Wydziału Zabójstw niestarannie prowadzący śledztwa, wrogi wobec Masona.

## Powieści z Perrym Masonem
Perry Mason jest bohaterem 82 powieści i 4 opowiadań. Akcja ich rozgrywa się w tej samej kolejności, w jakiej były pisane, a niekiedy w ostatniej scenie powieści pojawia się krótka zapowiedź następnej. Przy powieściach wydanych w Polsce podano polski tytuł.
- The Case of the Velvet Claws (1933); Sprawa aksamitnych pazurków (Aksamitne pazurki)
- The Case of the Sulky Girl (1933)
- The Case of the Lucky Legs (1934)
- The Case of the Howling Dog (1934); Sprawa wyjącego psa
- The Case of the Curious Bride (1934); Sprawa przedziwnej mężatki
- The Case of the Counterfeit Eye (1935); Sprawa sztucznego oka
- The Case of the Caretaker's Cat (1935)
- The Case of the Sleepwalker’s Niece (1936); Sprawa siostrzenicy lunatyka (Siostrzenica lunatyka)
- The Case of the Stuttering Bishop (1936); Sprawa fałszywego biskupa
- The Case of the Dangerous Dowager (1937); Sprawa niebezpiecznej wdówki
- The Case of the Lame Canary (1937); Sprawa kulawego kanarka
- The Case of the Substitute Face (1938); Sprawa podmienionego zdjęcia
- The Case of the Shoplifter's Shoe (1938); Sprawa opanowanej złodziejki
- The Case of the Perjured Parrot (1939)
- The Case of the Rolling Bones (1939)
- The Case of the Baited Hook (1940); Sprawa haczyka z przynętą
- The Case of the Silent Partner (1940)
- The Case of the Haunted Husband (1941)
- The Case of the Empty Tin (1941)
- The Case of the Drowning Duck (1942)
- The Case of the Careless Kitten (1942); Sprawa nieostrożnego kotka
- The Case of the Buried Clock (1943)
- The Case of the Drowsy Mosquito (1943)
- The Case of the Crooked Candle (1944)
- The Case of the Black-Eyed Blonde (1944); Sprawa blondynki z podbitym okiem (Blondynka z podbitym okiem)
- The Case of the Golddigger’s Purse (1945); Torebka szantażystki
- The Case of the Half-Wakened Wife (1945); Sprawa niedobudzonej żony
- The Case of the Borrowed Brunette (1946); Sprawa wynajętej brunetki (Potrzebna atrakcyjna brunetka)
- The Case of the Fan Dancer's Horse (1947)
- The Case of the Crying Swallow (1947, opowiadanie)
- The Case of the Lazy Lover (1947); Sprawa leniwego kochanka
- The Case of the Lonely Heiress (1948); Sprawa samotnej dziedziczki
- The Case of the Crimson Kiss (1948, opowiadanie); Sprawa szkarłatnego pocałunku
- The Case of the Vagabond Virgin (1948)
- The Case of the Dubious Bridegroom (1949)
- The Case of the Cautious Coquette (1949); Sprawa ostrożnej kokietki (Zalotna rozwódka)
- The Case of the Negligent Nymph (1950)
- The Case of the Suspect Sweethearts (1950, opowiadanie)
- The Case of the One-Eyed Witness (1950); Sprawa jednookiego świadka
- The Case of the Fiery Fingers (1951); Sprawa świetlistych śladów
- The Case of the Angry Mourner (1951); Sprawa nerwowej żałobniczki
- The Case of the Moth-Eaten Mink (1952)
- The Case of the Grinning Gorilla (1952)
- The Case of the Irate Witness (1953, opowiadanie)
- The Case of the Hesitant Hostess (1953)
- The Case of the Green-Eyed Sister (1953); Sprawa zielonookiej siostry
- The Case of the Fugitive Nurse (1954)
- The Case of the Runaway Corpse (1954); Sprawa uciekających zwłok
- The Case of the Restless Redhead (1954)
- The Case of the Glamorous Ghost (1955)
- The Case of the Sun Bather's Diary (1955)
- The Case of the Nervous Accomplice (1955); Sprawa zdenerwowanej wspólniczki
- The Case of the Terrified Typist (1956); Adorator panny West
- The Case of the Demure Defendant (1956)
- The Case of the Gilded Lily (1956); Sprawa szantażowanego męża
- The Case of the Lucky Loser (1957); Sprawa szczęśliwego hazardzisty
- The Case of the Screaming Woman (1957)
- The Case of the Daring Decoy (1957)
- The Case of the Long-Legged Models (1958)
- The Case of the Foot-Loose Doll (1958); Sprawa podwójnej tożsamości
- The Case of the Calendar Girl (1958)
- The Case of the Deadly Toy (1959); Sprawa śmiercionośnej zabawki
- The Case of the Mythical Monkeys (1959); Sprawa mądrych małp
- The Case of the Singing Skirt (1959)
- The Case of the Waylaid Wolf (1960); Sprawa upolowanego wilka
- The Case of the Duplicate Daughter (1960)
- The Case of the Shapely Shadow (1960)
- The Case of the Spurious Spinster (1961); Sprawa znikającej staruszki
- The Case of the Bigamous Spouse (1961); Sprawa bigamisty
- The Case of the Reluctant Model (1962); Sprawa fałszywego obrazu
- The Case of the Blonde Bonanza (1962)
- The Case of the Ice-Cold Hands (1962); Sprawa lodowatych dłoni (Lodowate dłonie)
- The Case of the Mischievous Doll (1963); Sprawa przebiegłej laluni
- The Case of the Stepdaughter's Secret (1963)
- The Case of the Amorous Aunt (1963); Sprawa zakochanej ciotki
- The Case of the Daring Divorcee (1964); Sprawa rezolutnej rozwódki
- The Case of the Phantom Fortune (1964)
- The Case of the Horrified Heirs (1964); Sprawa niecierpliwych spadkobierców
- The Case of the Troubled Trustee (1965)
- The Case of the Beautiful Beggar (1965); Sprawa pięknej żebraczki
- The Case of the Worried Waitress (1966)
- The Case of the Queenly Contestant (1967); Sprawa władczej klientki
- The Case of the Careless Cupid (1968); Sprawa opieszałego Kupidyna
- The Case of the Fabulous Fake (1969); Sprawa upartej kłamczuchy
- The Case of the Fenced-In Woman (1972, wyd. pośmiertnie); Sprawa podzielonego domu
- The Case of the Postponed Murder (1973, wyd. pośmiertnie); Sprawa odłożonego morderstwa

## Filmy z Perrym Masonem
Powieści o Perrym Masonie były wielokrotnie filmowane w latach 30. i 40. XX wieku, a w latach 1957–1966 telewizja CBS wyprodukowała serial.
Filmy z Warrenem Williamem:
- 1934: The Case of the Howling Dog
- 1935: The Case of the Curious Bride
- 1935: The Case of the Lucky Legs
- 1936: The Case of the Velvet Claws

Filmy z Donaldem Woodsem:
- 1937: The Case of the Stuttering Bishop

Filmy z Raymondem Burrem i Barbarą Hale:
- 1957–1966: Perry Mason (serial)
- 1985: Perry Mason Returns
- 1986: Perry Mason: The Case of the Notorious Nun
- 1986: Perry Mason: The Case of the Shooting Star
- 1987: Perry Mason: The Case of the Lost Love
- 1987: Perry Mason: The Case of the Sinister Spirit
- 1987: Perry Mason: The Case of the Murdered Madam
- 1988: Perry Mason i Pani z Jeziora (Perry Mason: The Case of the Lady in the Lake)
- 1988: Perry Mason: The Case of the Avenging Ace jako Perry Mason
- 1989: Perry Mason i morderstwo w teatrze (Perry Mason The Case of the Musical Murder)
- 1989: Perry Mason: The Case of the All-Star Assassin
- 1989: Perry Mason: The Case of the Lethal Lesson
- 1990: Perry Mason: The Case of the Poisoned Pen
- 1990: Perry Mason: Desperackie oszustwo (Perry Mason: The Case of the Desperate Deception)
- 1990: Perry Mason: Urwany śpiew (Perry Mason: The Case of the Silenced Singer)
- 1990: Perry Mason: Niepokorna córka (Perry Mason: The Case of the Defiant Daughter)
- 1991: Perry Mason: The Case of the Glass Coffin
- 1991: Perry Mason: The Case of the Maligned Mobster
- 1991: Perry Mason: Fatalna moda (Perry Mason: The Case of the Fatal Fashion)
- 1991: Perry Mason: Bezwzględny reporter (Perry Mason: The Case of the Ruthless Reporter)
- 1992: Perry Mason: The Case of the Fatal Framing
- 1992: Perry Mason: The Case of the Heartbroken Bride
- 1992: Perry Mason: Lekkomyślny Romeo (Perry Mason: The Case of the Reckless Romeo)
- 1993: Perry Mason: The Case of the Telltale Talk Show Host
- 1993: Perry Mason: The Case of the Skin-Deep Scandal
- 1993: Perry Mason: Zabójczy pocałunek (Perry Mason: The Case of the Killer Kiss)

## Seriale
- Perry Mason (serial telewizyjny 1957)
- Perry Mason (serial telewizyjny 2020)

Grany przez Matthew Rhysa.

## Kultura popularna
Muzyczne nawiązanie – „Perry Mason” Ozzy’ego Osbourne’a z płyty Ozzmosis.